# Texto zalgo

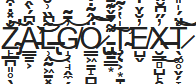
Texto zalgo

El texto zalgo es un texto digital que ha sido modificado con caracteres combinados (símbolos Unicode que se utilizan generalmente para apilar diacríticos por encima y por debajo de las letras) para que parezca espeluznante o glitchy. Llamado así por una historia de creepypasta en Internet de 2010 que lo atribuye a la influencia de una deidad eldritch, se ha convertido en un componente importante de muchos memes de Internet, especialmente en la cultura de los “memes surrealistas”. El formato del texto zalgo también permite que se utilice para detener o perjudicar las funciones del ordenador, ya sea intencionadamente o no.

## Historia
El texto de Zalgo fue pionero en 2004 por un miembro del foro Something Awful que y el estilo de la distorsión se popularizó como “texto de Zalgo”. Los personajes a menudo eran representados sangrando por los ojos, y los miembros del foro interpretaban a Zalgo como una figura apocalíptica inimaginable, eldritch.

## Uso

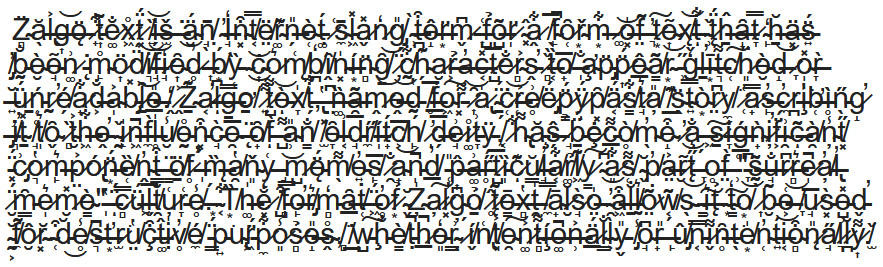
Un párrafo en el texto de Zalgo

El texto de Zalgo se hace tomando una cadena de texto y agregando excesivamente marcas diacríticas de Unicode una encima de la otra. Históricamente, se ha utilizado principalmente en los memes de horror o copiapega. Sus símbolos mal renderizados o fallidos hacen que prevalezca entre los memes destinados a hacer que la computadora del lector parezca que está funcionando mal. El texto de Zalgo se ha vuelto popular en el mundo de los “memes surrealistas”, que pretenden parecer extraños o absurdos. Un significante común de memes surrealistas, el texto de Zalgo se vincula con una sensibilidad estética general de lo extraño e imposible que incluye elementos como clip art y personajes recurrentes de aspecto extraño, pero se niega a representar elementos del mundo real, como personas reales o marcas.
El texto de Zalgo también se ha utilizado o aludido fuera de los memes de Internet. Un logotipo de campaña hecho por fanáticos para la campaña presidencial de Michael Bloomberg en 2020 fue descrito como muy parecido al texto de Zalgo. En 2020, un adolescente y creador de TikTok usó la palabra “hamburguesa” en el texto de Zalgo para el título de su anuario escolar; cuando se imprimió el anuario, el texto se superponía a su fotografía y la del estudiante debajo de él.
Además de los usos legítimos, el texto de Zalgo se ha utilizado maliciosamente para bloquear o abrumar las aplicaciones de mensajería. La aplicación Apple iMessage no puede manejar correctamente el texto de Zalgo y se bloqueará si intenta representar un mensaje que contiene texto de Zalgo. Este comportamiento se ha utilizado para realizar ataques de denegación de servicio contra usuarios de iOS. Del mismo modo, los mensajes de Zalgo enviados a través de Gmail han causado bloqueos.

## Influencia
El texto de Zalgo ha dado lugar a la creación de otro tipo de arte glitch basado en Internet. El artista de performance Laimonas Zakas se inspiró en el texto de Zalgo para crear Glitchr, una página de Facebook que modifica intencionadamente el código de Facebook.
Aunque el aspecto más influyente del creepypasta original de Zalgo son los personajes de texto modificados, otros aspectos de la historia también han sido populares. Los fans de la historia han conceptualizado a Zalgo como “una fuerza sobrenatural invisible, una cábala secreta o quizás incluso un semidiós malvado” y lo han comparado con los Grandes Antiguos de la obra de H. P. Lovecraft. Las representaciones de Zalgo por parte de los fans han incluido dibujos y cortometrajes.